# Pierre Versteegh
Pierre Marie Robert Versteegh (Sragen, 6 de junho de 1888 - Sachsenhausen, 3 de maio de 1942) foi um adestrador holandês.

## Carreira
Pierre Versteegh representou seu país nos Jogos Olímpicos de 1928 e 1936, na qual conquistou a medalha de  bronze por equipes no adestramento, em 1928.
Faleceu no Campo de concentração de Sachsenhausen, durante um fuzilamento.